# Calamagrostis bolanderi
Calamagrostis bolanderi là một loài thực vật có hoa trong họ Hòa thảo. Loài này được Thurb. mô tả khoa học đầu tiên năm 1880.